# Deadringer (album)
Deadringer è il primo album del beatmaker hip hop statunitense RJD2, pubblicato nel 2002.
| Recensione         | Giudizio |
| ------------------ | -------- |
| AllMusic           | [ 1 ]    |
| The Boston Phoenix | [ 2 ]    |
| HipHopDX           | [ 3 ]    |
| Mužik              | [ 4 ]    |
| NME                | [ 5 ]    |
| Pitchfork          | [ 6 ]    |
| Rolling Stone      | [ 7 ]    |
| Spin               | [ 8 ]    |
| Stylus Magazine    | B+       |

## Tracce
1. The Horror – 4:11
2. Salud – 0:38
3. Smoke & Mirrors – 4:26
4. Good Times Roll Pt.2 – 4:57
5. Final Frontier (featuring Blueprint) – 4:25
6. Ghostwriter – 5:17
7. Cut Out to FL – 3:42
8. Shot in the Dark – 1:21
9. F.H.H. (featuring Jakki da Motamouth) – 4:31
10. Chicken-Bone Circuit – 3:54
11. The Proxy – 2:14
12. 2 More Dead – 5:17
13. Take the Picture Off – 1:02
14. Silver Fox – 3:31
15. June (featuring Copywrite) – 6:03
16. Work – 3:43
17. Here's What's Left (traccia nascosta)